# Głazów (województwo zachodniopomorskie)
Głazów (niem. Glasow) – wieś w Polsce, położona w województwie zachodniopomorskim, w powiecie myśliborskim, w gminie Myślibórz.
| SIMC    | Nazwa     | Rodzaj    |
| ------- | --------- | --------- |
| 0184460 | Strzelnik | część wsi |
| 0184477 | Wydmuchy  | część wsi |
| 0184483 | Zgnilec   | część wsi |

W latach 1975–1998 wieś administracyjnie należała do województwa gorzowskiego.
Wieś składa się z dwóch części, na zachód stara wieś owalnica założona przez Słowian. Znajduje się tam neogotycki kościół z XIX wieku. Na wschód nowa część wsi, która powstała po przeprowadzeniu linii kolejowej i ulokowaniu tu stacji.   